# Relación homosexual
Una relación homosexual es una relación romántica o sexual entre personas del mismo sexo. El matrimonio entre personas del mismo sexo se refiere al reconocimiento institucionalizado de dichas relaciones en forma de matrimonio; las uniones civiles pueden existir en países donde el matrimonio entre personas del mismo sexo no está permitido.
El término "relación entre personas del mismo sexo" no está estrictamente relacionado con la orientación sexual de los participantes. Dado que en las relaciones homosexuales pueden participar personas de cualquier orientación (particularmente dependiendo de la definición legal, social y científica del sexo), algunos activistas argumentan que referirse a una relación entre personas del mismo sexo como una relación "gay" o "lesbiana" es una forma de borrar el concepto de bisexualidad.

## En la historia
Se cree que las vidas de muchas figuras históricas, incluyendo a Sócrates, Alejandro Magno, Lord Byron, Eduardo II de Inglaterra, Adriano, Julio César, Miguel Ángel, Donatello, Leonardo da Vinci, Oscar Wilde, Vita Sackville-West, Alfonsina Storni y Christopher Marlowe, incluyeron relaciones amorosas y sexuales con personas de su mismo sexo. Términos como gay o bisexual han sido frecuentemente aplicados a ellos; algunos, como Michel Foucault, consideran que esto arriesga la introducción anacrónica de una construcción contemporánea de la sexualidad ajena a sus tiempos, aunque otros lo cuestionan.

### Formas
Algunos estudios contemporáneos han llegado a la conclusión de que las relaciones entre personas del mismo sexo pueden agruparse, en general, en al menos tres categorías, aunque no existe un consenso en cuanto a las categorías, ni una métrica empírica que se haya aplicado o que potencialmente pudiera aplicarse, para validar firmemente su existencia:
| Asociación              | Anotaciones |
| ----------------------- | --- |
| Igualitaria             | Incluye a dos compañeros que pertenecen a la misma generación y se adhieren al mismo rol de género asociado con su sexo (independientemente de sus roles sexuales preferidos). Este tipo de relación entre personas del mismo sexo es predominante en las sociedades modernas del Occidente. Las relaciones igualitarias entre personas del mismo sexo son la forma principal presente en el mundo occidental. Como subproducto del creciente dominio cultural occidental, esta forma se está extendiendo de la cultura occidental a las sociedades no occidentales, aunque sigue habiendo diferencias definidas entre las distintas culturas. |
| Estructurada por género | Implica que cada compañero asuma un rol de género opuesto. Uno de los compañeros es cisgénero, mientras que el otro es andrógino o transgénero, y por lo tanto, la pareja se asemeja superficialmente a una pareja heterosexual (heteronormativa). Esto se ejemplifica en las relaciones tradicionales entre hombres en el Medio Oriente, Asia Central y Asia del Sur, en América Latina no posmoderna y Europa del Sur, así como en prácticas de cambio de género como Dos espíritus o chamánicas vistas en sociedades nativas. En el mundo occidental, esto está mejor representado por la dicotomía butch–femme.                            |
| Estructurada por edad   | Involucra a compañeros de diferentes edades, generalmente uno adolescente y otro adulto. Este tipo de relación está ejemplificado por la pederastia en la Antigua Grecia. |

A menudo, una forma de relación entre personas del mismo sexo predomina en una sociedad, aunque es probable que otras coexistan. El historiador Rictor Norton ha señalado que en la Antigua Grecia, las relaciones igualitarias coexistían (aunque menos privilegiadas) con la institución de la pederastia y la fascinación por los adolescentes también se puede encontrar en la sexualidad moderna, tanto en relaciones heterosexuales como homosexuales. Las relaciones entre personas del mismo sexo estructuradas por edad y género son menos comunes, aunque siguen siendo significativas y coexisten con la forma igualitaria posmoderna en América Latina, donde los heterosexuales masculinos y los "butch" o "machona", los bisexuales activos/insertivos y los pansexuales pueden incluso compartir una misma identidad.

### Ejemplos en el arte y la literatura

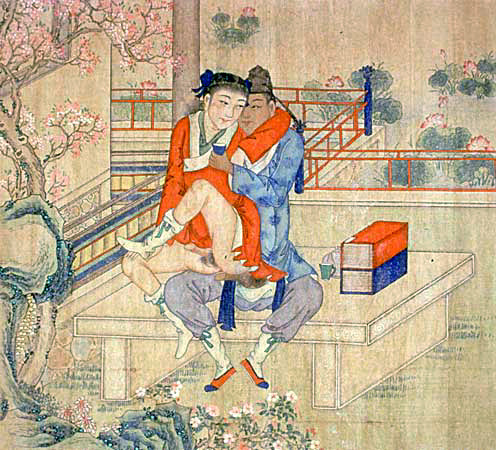
Jóvenes tomando té, leyendo poesía y teniendo sexo
Panel individual de un pergamino sobre temas de relaciones entre personas del mismo sexo, pintura sobre seda; China, Dinastía Qing (siglos XVIII–XIX); Instituto Kinsey, Bloomington (Indiana)

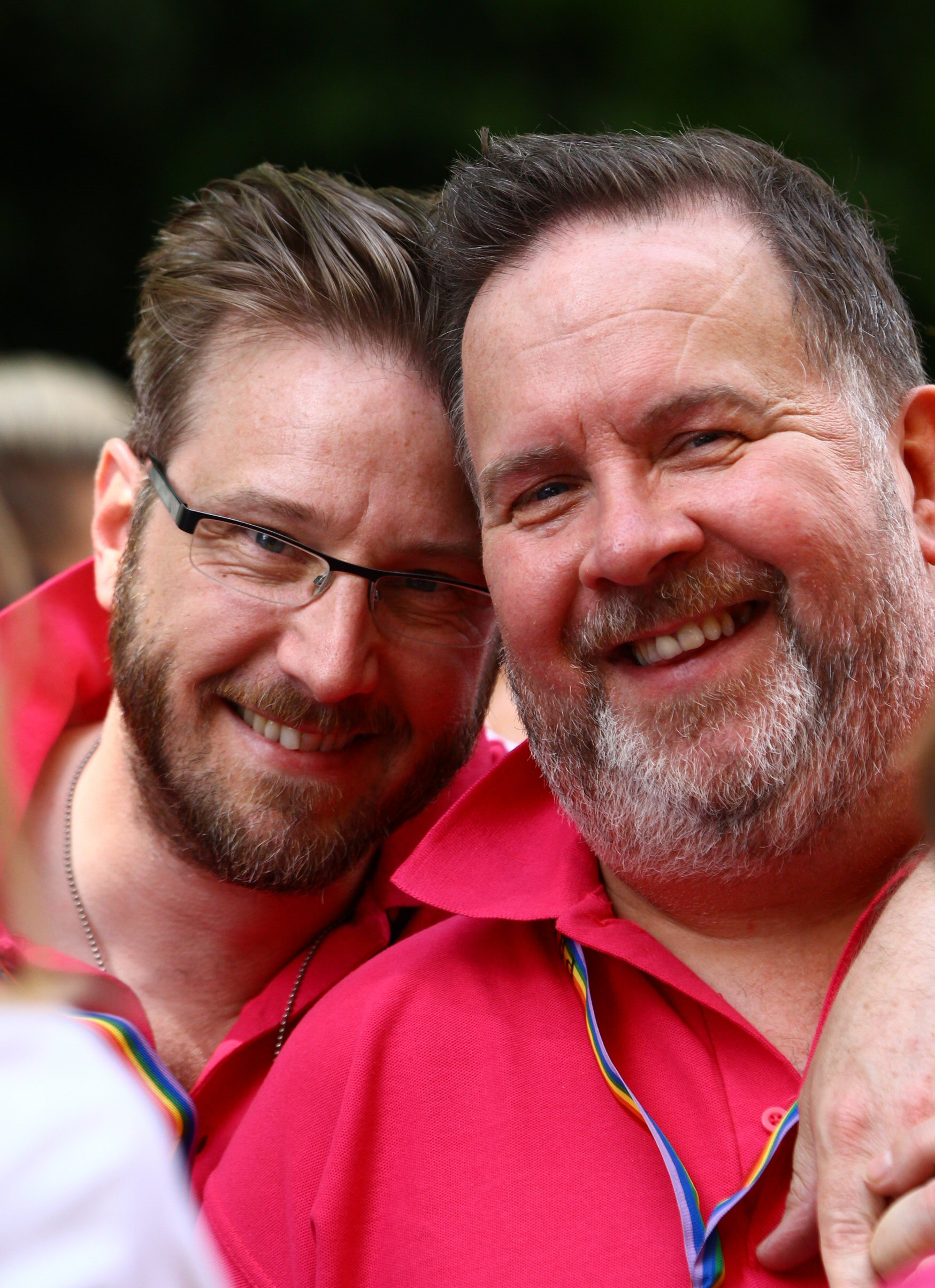
Una pareja masculina del mismo sexo en el Orgullo LGTB de Londres

El registro del amor entre personas del mismo sexo ha sido preservado a través de la literatura y el arte.
En las sociedades iraníes (persas), el homoerotismo estaba presente en la obra de escritores como Abu Nuwas y Omar Jayam. En Japón, un gran corpus literario de cientos de obras fomentó la tradición shudo, junto con una amplia tradición de arte shunga homoerótico.
En la tradición literaria china, obras como Bian er Zhai y Jin Ping Mei sobrevivieron a muchas purgas. Hoy en día, el subgénero japonés de anime yaoi se centra en jóvenes homosexuales. Japón es inusual en que el arte homoerótico masculino ha sido típicamente obra de artistas femeninas dirigidas a una audiencia femenina, reflejando el caso del erotismo lésbico en el arte occidental.
En la década de 1990, varias comedias televisivas estadounidenses comenzaron a incluir temas sobre relaciones entre personas del mismo sexo y personajes que expresaban atracciones hacia el mismo sexo. La salida del armario de la comediante Ellen DeGeneres en su programa Ellen en 1997 fue noticia de primera plana en Estados Unidos y llevó al programa a sus índices de audiencia más altos. Sin embargo, el interés público en el programa disminuyó rápidamente después de esto y fue cancelado después de una temporada más. Inmediatamente después, Will & Grace, que se emitió desde 1998 hasta 2006 en NBC, se convirtió en la serie más exitosa hasta la fecha que se centró en relaciones sexuales entre hombres. Showtime's Queer as Folk, que se emitió de 2000 a 2005, fue notable por su representación algo franca de la vida gay, así como por sus escenas de sexo vívidas, que contenían la primera escena de sexo explícita simulada entre dos hombres mostrada en la televisión estadounidense.
Dramaturgos han escrito obras homoeróticas populares como Cat on a Hot Tin Roof de Tennessee Williams y Angels in America de Tony Kushner. Las relaciones entre personas del mismo sexo también han sido un tema frecuente en los musicales de Broadway, como A Chorus Line y Rent. En 2005, la película Brokeback Mountain tuvo un éxito financiero y crítico a nivel internacional, a diferencia de la mayoría de las parejas del mismo sexo en el cine, ambos amantes de la película eran tradicionalmente masculinos y estaban casados; el éxito de la película fue considerado un hito en la aceptación pública del movimiento por los derechos de los homosexuales en Estados Unidos.
Las relaciones entre personas del mismo sexo en videojuegos estuvieron disponibles por primera vez como una opción para los jugadores en el juego de 1998 Fallout 2. A partir de la década de 2000, esta opción se incluyó cada vez más en las principales franquicias de juegos de rol, lideradas, entre otras, por la serie BioWare Mass Effect y Dragon Age.

## Reconocimiento legal
Las protecciones y prohibiciones estatales con respecto a las parejas (románticas o sexuales) del mismo sexo varían según la jurisdicción. En algunos lugares, las parejas del mismo sexo tienen plenos derechos matrimoniales al igual que las parejas de distinto sexo, mientras que en otros lugares pueden tener protecciones limitadas o ninguna. Las políticas también varían con respecto a la adopción de niños por parte de parejas del mismo sexo.
En sus aspectos psicológicos esenciales, estas relaciones fueron consideradas equivalentes a las relaciones entre personas del sexo opuesto en un breve escrito de amigos del tribunal de la Asociación Psicológica Estadounidense, la Asociación Psicológica de California, la Asociación Psiquiátrica Estadounidense, la Asociación Nacional de Trabajadores Sociales y el Capítulo de California de la Asociación Nacional de Trabajadores Sociales.

### Reconocimiento estatal

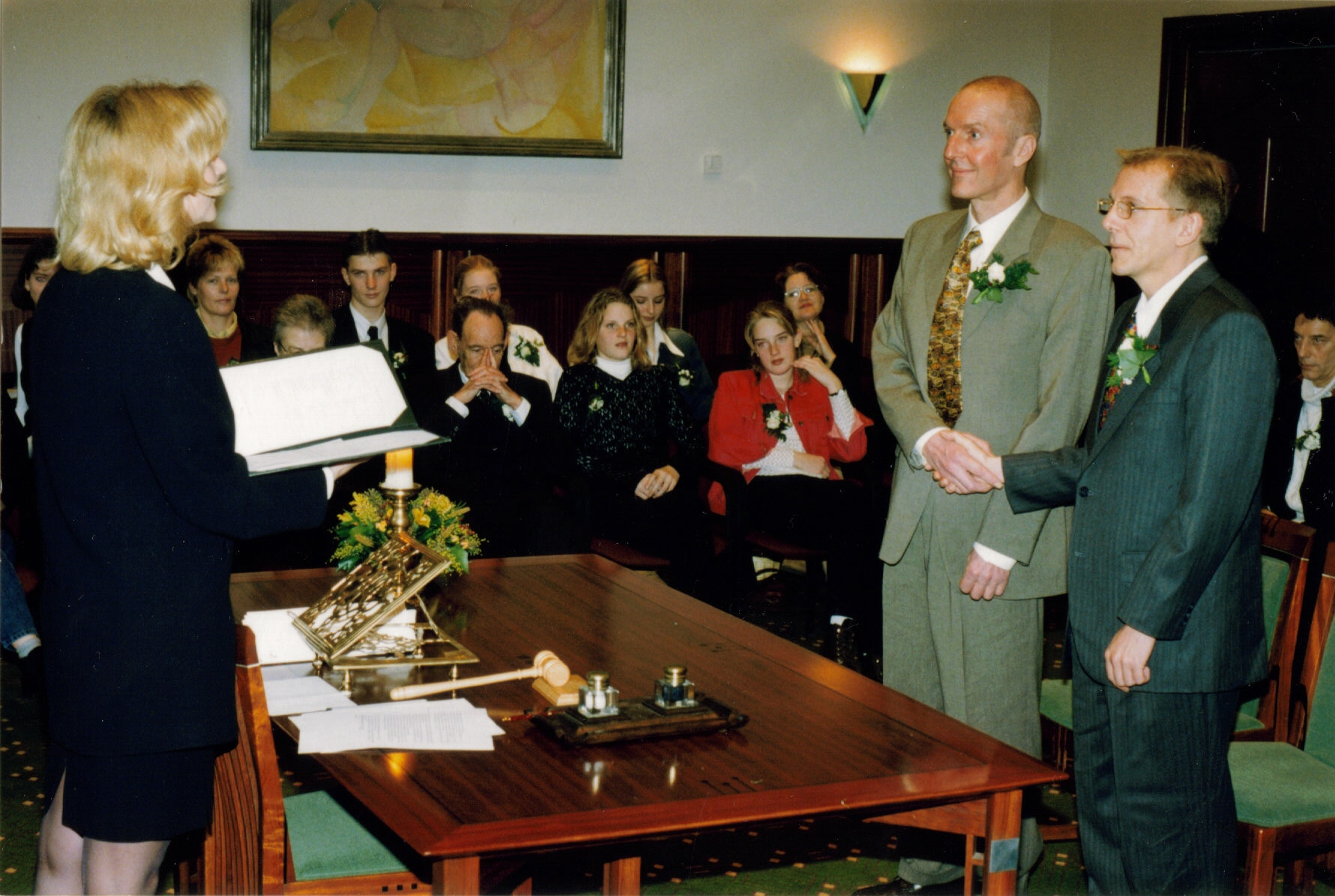
Dos hombres casándose en Ámsterdam durante el primer mes en que el matrimonio se abrió a parejas del mismo sexo en los Países Bajos (2001)

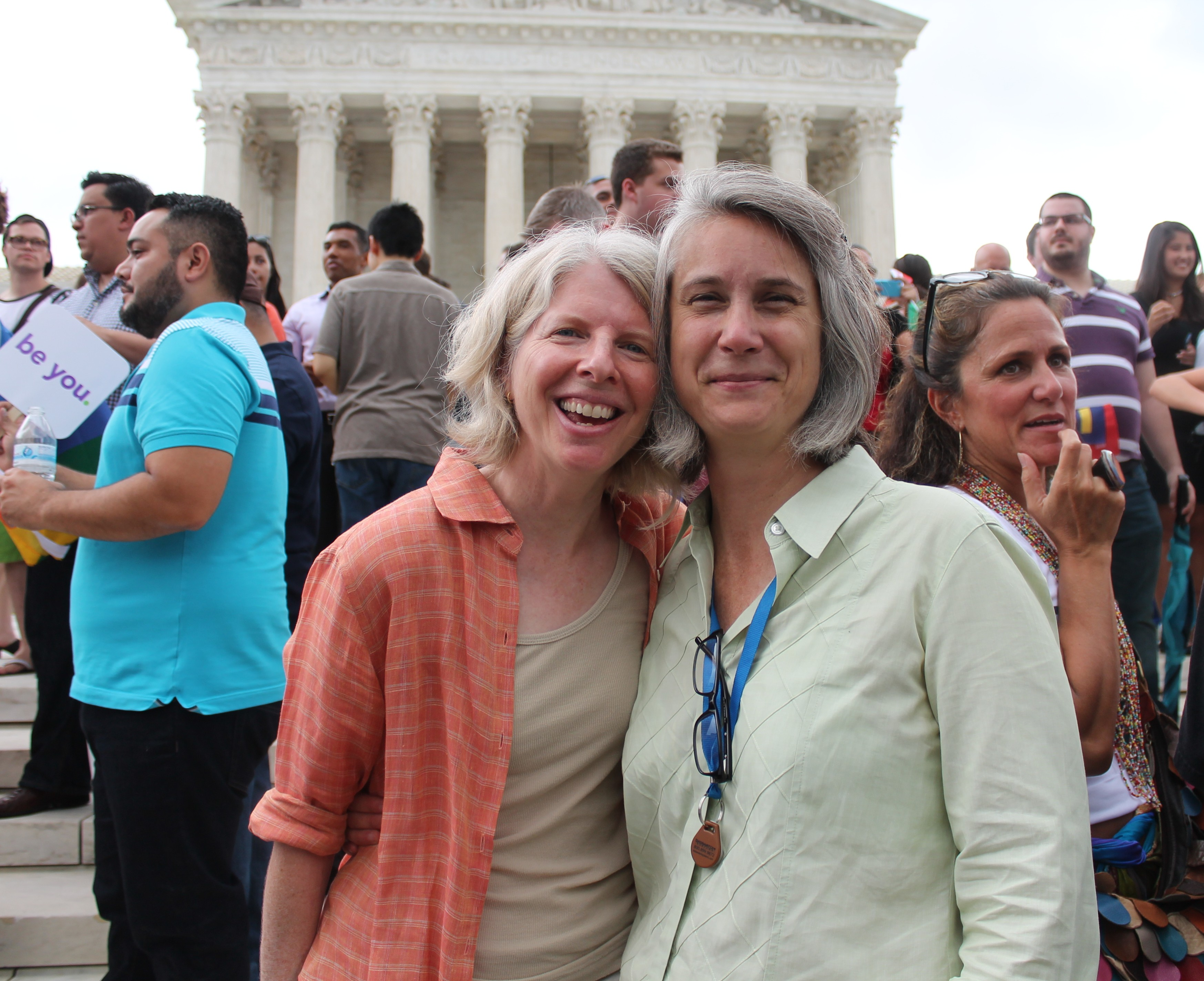
Una pareja femenina del mismo sexo celebrando la decisión de la Corte Suprema de Estados Unidos Obergefell v. Hodges, que reconoció el matrimonio entre personas del mismo sexo a nivel nacional

El matrimonio entre personas del mismo sexo tiene reconocimiento oficial en 36 países (Andorra, Argentina, Australia, Austria, Bélgica, Brasil, Canadá, Chile, Colombia, Costa Rica, Cuba, Dinamarca, Ecuador, Estonia, Finlandia, Francia, Alemania, Grecia, Islandia, Irlanda, Luxemburgo, Malta, México, Países Bajos, Nueva Zelanda, Noruega, Portugal, Eslovenia, España, Sudáfrica, Suecia, Suiza, Taiwán, Reino Unido, Estados Unidos, y Uruguay) y varias jurisdicciones subnacionales permiten que las parejas del mismo sexo se casen. Proyectos de ley para legalizar el matrimonio entre personas del mismo sexo están pendientes o han pasado al menos una cámara legislativa en Liechtenstein y Tailandia. Otros países, incluidas varias naciones europeas, han promulgado leyes que permiten uniones civiles o parejas de hecho, diseñadas para otorgar a las parejas homosexuales derechos similares a los de las parejas casadas en cuestiones legales como la herencia y la inmigración.
Las parejas del mismo sexo pueden casarse legalmente en todos los estados de Estados Unidos y recibir prestaciones tanto estatales como federales. Además, varios estados ofrecen uniones civiles o parejas de hecho, otorgando total o parcialmente los derechos y responsabilidades del matrimonio a nivel estatal. Aunque más de 30 estados tienen restricciones constitucionales sobre el matrimonio, todos los estados deben reconocer los matrimonios entre personas del mismo sexo tras la sentencia de la Corte Suprema de los Estados Unidos en Obergefell v. Hodges. Todas las leyes que restringen el matrimonio a un hombre y una mujer son, por lo tanto, inconstitucionales e inaplicables.

## Crianza entre personas del mismo sexo

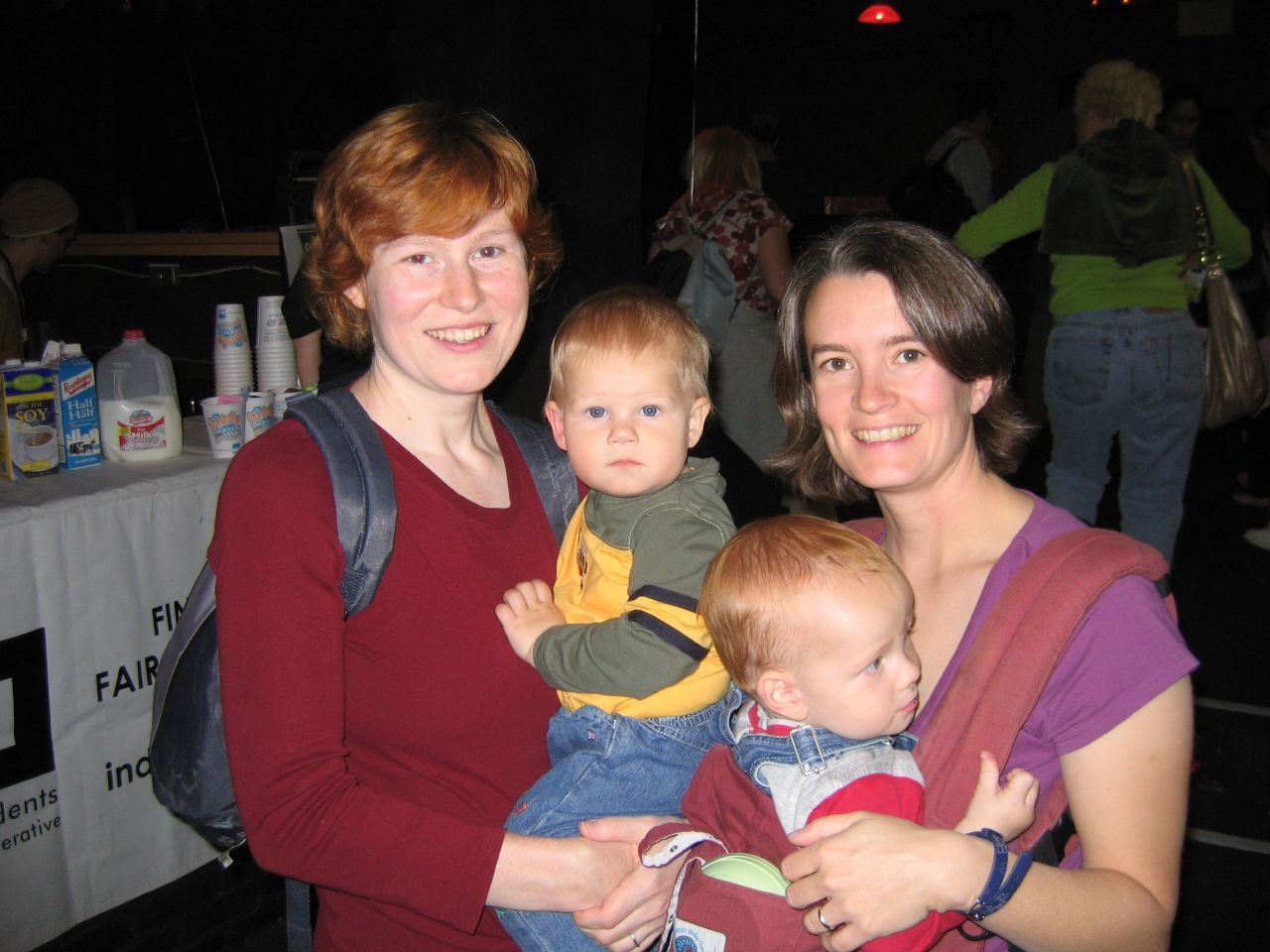
Pareja lesbiana con hijos

La crianza LGBT ocurre cuando personas lesbianas, gays, bisexuales y transgénero (LGBTQ) son padres de uno o más hijos, ya sea como padres biológicos o no biológicos. Las parejas masculinas del mismo sexo enfrentan opciones que incluyen el cuidado de crianza, variaciones de la adopción nacional e internacional, diversas formas de subrogación (ya sea 'tradicional' o gestacional) y arreglos de parentesco, en los que podrían copaternizar con una o varias mujeres con las que mantienen una relación íntima pero no sexual. Los padres LGBT también pueden incluir a personas solteras que están criando; en menor medida, el término a veces se refiere a familias con hijos LGBT.
En el Censo de los Estados Unidos de 2000, el 33 por ciento de los hogares de parejas del mismo sexo femeninas y el 22 por ciento de los hogares de parejas del mismo sexo masculinas informaron al menos un hijo menor de dieciocho años viviendo en su hogar. La encuesta social general de 2008 muestra que los padres LGBT que crían hijos mostraron que el 49% eran mujeres lesbianas y bisexuales y el 19% eran hombres bisexuales o gays. En Estados Unidos, de 2007 a 2011, la actitud pública negativa que condenaba la paternidad homoparental se redujo del 50% al 35%. Algunos niños no saben que tienen un progenitor LGBT; los problemas de salida del armario varían y algunos padres pueden nunca salir del armario ante sus hijos. La paternidad LGBT en general y la adopción por parejas LGBT pueden ser motivo de controversia en algunos países. En enero de 2008, el Tribunal Europeo de Derechos Humanos dictaminó que las parejas del mismo sexo tienen derecho a adoptar un hijo. En los Estados Unidos, las personas LGBT pueden adoptar legalmente en todos los estados; Arkansas fue el último estado en permitir la adopción por parejas del mismo sexo cuando la Corte Suprema de Arkansas determinó por unanimidad que la medida que prohibía dichas adopciones era inconstitucional en 2011. Aunque las estimaciones varían, hasta 2 millones a 3.7 millones de niños estadounidenses menores de 18 años podrían tener un padre lesbiana, gay, bisexual o transgénero y alrededor de 200.000 están siendo criados por parejas del mismo sexo.
Hay amplia evidencia que muestra que los niños criados por padres del mismo sexo se desempeñan tan bien como aquellos criados por padres heterosexuales. Más de 25 años de investigación han documentado que no hay relación entre la orientación sexual de los padres y ninguna medida del ajuste emocional, psicosocial y conductual de un niño. Estos datos han demostrado que no existe ningún riesgo para los niños por crecer en una familia con uno o más progenitores homosexuales. Ninguna investigación apoya la convicción ampliamente sostenida de que el género de los padres importa para el bienestar de los niños. Está bien establecido que tanto hombres como mujeres tienen la capacidad de ser buenos padres y que tener padres de ambos sexos binarios no mejora el ajuste. Las metodologías utilizadas en los principales estudios de crianza entre personas del mismo sexo cumplen con los estándares para la investigación en el campo de la psicología del desarrollo y la psicología en general. Constituyen el tipo de investigación que los miembros de las respectivas profesiones consideran confiable. Si los padres gay, lesbianas o bisexuales fueran intrínsecamente menos capaces que los padres heterosexuales comparables, sus hijos evidenciarían problemas independientemente del tipo de muestra. Este patrón claramente no se ha observado. Dadas las fallas consistentes en esta literatura de investigación para refutar la hipótesis nula, la carga de la prueba empírica recae en aquellos que argumentan que los hijos de padres de minorías sexuales se desempeñan peor que los hijos de padres heterosexuales.
La profesora Judith Stacey, de la Universidad de Nueva York, afirmó que "Rara vez hay tanto consenso en cualquier área de las ciencias sociales como en el caso de la crianza gay, razón por la cual la American Academy of Pediatrics y todas las principales organizaciones profesionales con experiencia en el bienestar infantil han emitido informes y resoluciones en apoyo de los derechos parentales de gays y lesbianas". Estas organizaciones incluyen la American Academy of Pediatrics, la American Academy of Child and Adolescent Psychiatry, la American Psychiatric Association, la Asociación Psicológica Americana, la American Psychoanalytic Association, la National Association of Social Workers, la Child Welfare League of America, el North American Council on Adoptable Children, y la Canadian Psychological Association (CPA). La CPA está preocupada porque algunas personas e instituciones están malinterpretando los hallazgos de la investigación psicológica para apoyar sus posiciones, cuando estas posiciones se basan más exactamente en otros sistemas de creencias o valores.

## Sexualidad entre personas del mismo sexo
Los tipos de relaciones varían de una pareja a otra. Algunas relaciones están destinadas a ser temporales, casuales o de sexo anónimo. Otras relaciones son más permanentes, siendo una relación comprometida entre sí.
En función de la apertura, todas las relaciones románticas son de dos tipos, abiertas y cerradas. Las relaciones cerradas están estrictamente en contra de la actividad romántica o sexual de los compañeros con cualquier otra persona fuera de la relación. En una relación abierta, todos los compañeros permanecen comprometidos entre sí, pero permiten a sí mismos y a su pareja tener relaciones con otros.
En función del número de compañeros, son de dos tipos, monoamorosas y poliamorosas. Una relación monoamorosa es entre solo dos individuos. Una relación poliamorosa es entre tres o más individuos.
Algunas parejas pueden optar por mantener su relación en secreto, debido a la crianza familiar, la religión, la presión de amigos y familia u otras razones.
Los nombres de las relaciones legales entre personas del mismo sexo varían según las leyes del país. Las relaciones entre personas del mismo sexo pueden estar legalmente reconocidas en forma de matrimonio, uniones civiles, parejas de hecho o parejas registradas.

### Orientación sexual
Los individuos pueden o no expresar su orientación sexual en sus comportamientos. Las personas en una relación entre personas del mismo sexo pueden identificarse como homosexuales, bisexuales o incluso ocasionalmente heterosexuales.
Igualmente, no todas las personas con una orientación bisexual u homosexual buscan relaciones entre personas del mismo sexo. Según un estudio de 1990 de The Social Organization of Sexuality, de 131 mujeres y 108 hombres que informaron atracción hacia el mismo sexo, solo 43 hombres (40%) y 42 mujeres (32%) habían participado en sexo homosexual. En comparación, una encuesta de la Family Pride Coalition mostró que el 50% de los hombres homosexuales habían tenido hijos y el 75% de las lesbianas tenían hijos y aún más han tenido sexo heterosexual sin tener hijos.

### Leyes en contra
Una ley de sodomía define ciertos actos sexuales como delitos sexuales. Los actos sexuales precisos que se refieren al término sodomía raramente se especifican en la ley, pero generalmente los tribunales entienden que incluyen cualquier acto sexual que no conduzca a la procreación. Además, el término "Sodomía" tiene muchos sinónimos como sodomía, crimen contra la naturaleza, acto antinatural, intercurso sexual desviado. También tiene una gama de eufemismos similares. Aunque en teoría, esto puede incluir sexo oral heterosexual, sexo anal, masturbación y zoofilia, en la práctica, tales leyes se aplican principalmente contra el sexo entre hombres (particularmente el sexo anal).
En los Estados Unidos, la Corte Suprema invalidó todas las leyes de sodomía en Lawrence v. Texas en 2003. En ese momento, 47 de los 50 estados habían derogado cualquier ley específica contra la conducta homosexual.
Otros países penalizan los actos homosexuales. En un puñado de países, todos ellos Países musulmanes, sigue siendo un crimen capital. En un caso altamente publicitado, dos adolescentes varones, Mahmoud Asgari y Ayaz Marhoni, fueron ahorcados en Irán en 2005, según informes, porque habían sido sorprendidos teniendo sexo entre ellos.

### Hombres que tienen sexo con hombres (HSH)
Hombres que tienen sexo con hombres (HSH) se refiere a hombres que participan en actividades sexuales con otros hombres, independientemente de cómo se identifiquen; muchos optan por no aceptar identidades sociales de gay o bisexual. El término fue creado en la década de 1990 por epidemiólogos para estudiar la propagación de enfermedades entre hombres que tienen sexo con hombres, independientemente de la identidad. Como categoría de riesgo, los HSH no están limitados a subpoblaciones pequeñas, autoidentificadas y visibles. HSH y gay se refieren a cosas diferentes, a comportamientos y a identidades sociales; los HSH se refieren a las actividades sexuales entre hombres, independientemente de cómo se identifiquen; mientras que gay puede incluir esas actividades, pero se considera más ampliamente como una identidad cultural. HSH se usa a menudo en la literatura médica y la investigación social para describir a dichos hombres como un grupo para estudios clínicos sin considerar cuestiones de autoidentificación.
Como en cualquier relación sexual, las personas pueden comenzar con diversas formas de juego previo como caricias, toques, besos y pueden o no experimentar con otras prácticas, según lo consideren adecuado. El sexo entre hombres puede incluir sexo manual, frot, sexo intercrural, sexo oral y sexo anal.

### Mujeres que tienen sexo con mujeres (MSM)
Mujeres que tienen sexo con mujeres (MSM) es un término usado para identificar a mujeres que tienen sexo con otras mujeres, pero pueden o no identificarse como lesbianas o bisexuales. El sexo entre dos mujeres puede incluir tribadismo y frottage, sexo manual, sexo oral y el uso de juguetes sexuales para la penetración vaginal, anal u oral o la estimulación del clítoris. Como en cualquier relación sexual, las personas pueden comenzar con diversas formas de juego previo como caricias, toques, besos y pueden o no experimentar con otras prácticas, según lo consideren adecuado.

### Perspectivas religiosas

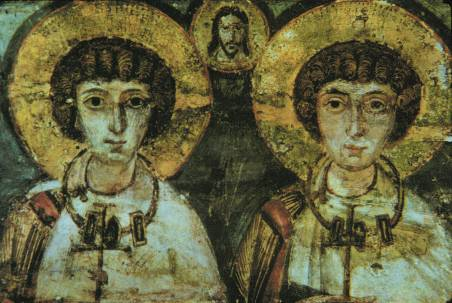
Según el historiador John Boswell, los santos Sergio y Baco podrían haber estado unidos en un pacto llamado Adelphopoiesis, o "hermanamiento".

Las religiones han tenido puntos de vista diversos sobre el amor y las relaciones sexuales entre personas del mismo sexo. Una gran proporción de las sectas abrahámicas ven las relaciones sexuales fuera del matrimonio heterosexual, incluyendo el sexo entre parejas del mismo sexo, de manera negativa, aunque hay grupos dentro de cada fe que discrepan con las posiciones ortodoxas y desafían su autoridad doctrinal. La Biblia también puede entenderse literalmente, considerando la homosexualidad como pecaminosa y problemática. La oposición al comportamiento homosexual varía desde desalentar discretamente las exhibiciones y actividades hasta aquellos que prohíben explícitamente las prácticas sexuales entre personas del mismo sexo entre los adherentes y se oponen activamente a la aceptación social de las relaciones homosexuales. El apoyo al comportamiento homosexual se refleja en la aceptación de individuos sexualmente heterodoxos en todas las funciones de la iglesia y la santificación de las uniones entre personas del mismo sexo. Además, los cristianos liberales pueden no considerar las relaciones entre personas del mismo sexo como pecaminosas. Los judíos, los protestantes principales y los no religiosos tienden a ser más favorables a las relaciones gay y lésbicas.
Algunas iglesias han cambiado su doctrina para acomodar las relaciones entre personas del mismo sexo. El Judaísmo reformista, la rama más grande del Judaísmo fuera de Israel, ha comenzado a facilitar matrimonios religiosos entre personas del mismo sexo para los adherentes en sus sinagogas. El Seminario Teológico Judío de América, considerado la institución insignia del Judaísmo conservador, decidió en marzo de 2007 empezar a aceptar solicitantes en relaciones homosexuales, después de que los académicos que guían el movimiento levantaran la prohibición de ordenar a personas en relaciones homosexuales. En 2005, la Iglesia Unida de Cristo se convirtió en la mayor confesión cristiana de Estados Unidos en respaldar formalmente el matrimonio entre personas del mismo sexo.
Por otro lado, la Comunión Anglicana se encontró con discordias que provocaron una ruptura entre las iglesias anglicanas africanas (excepto África meridional) y asiáticas, por un lado, y las iglesias norteamericanas, por otro, cuando las iglesias estadounidenses y canadienses ordenaron abiertamente a clérigos con relaciones homosexuales e iniciaron uniones entre personas del mismo sexo. Otras iglesias, como la Iglesia Metodista, han experimentado juicios de clérigos en relaciones entre personas del mismo sexo que algunos afirmaron violaban los principios religiosos, lo que resultó en veredictos mixtos dependiendo de la geografía.
Algunos grupos religiosos incluso han promovido boicots a corporaciones cuyas políticas apoyan las relaciones entre personas del mismo sexo. A principios de 2005, la American Family Association amenazó con un boicot a los productos de Ford para protestar por el percibido apoyo de Ford a "la agenda homosexual y el matrimonio homosexual".